# Cylindrarctus crinifer
Cylindrarctus crinifer är en skalbaggsart som beskrevs av Thomas Casey 1894. Cylindrarctus crinifer ingår i släktet Cylindrarctus och familjen kortvingar. Inga underarter finns listade i Catalogue of Life.